# Synandromyces telephani
Synandromyces telephani Thaxt. – gatunek grzybów z rzędu owadorostowców (Laboulbeniaceae). Grzyb entomopatogeniczny (pasożytujący na owadach).

## Systematyka i nazewnictwo
Pozycja w klasyfikacji według Index Fungorum: Synandromyces, Laboulbeniaceae, Laboulbeniales, Laboulbeniomycetidae, Laboulbeniomycetes, Pezizomycotina, Ascomycota, Fungi.
Gatunek ten opisany został w 1912 r. przez Rolanda Thaxtera w Buenos Aires na przedtułowiu owada Telephanus. W Polsce notowany w 2003 r. na Psammococcus bipunctatus.